# Mycosphaerella tassiana
Mycosphaerella tassiana är en svampart som först beskrevs av De Not., och fick sitt nu gällande namn av Carl Johan Johanson 1884. Mycosphaerella tassiana ingår i släktet Mycosphaerella och familjen Mycosphaerellaceae.   Inga underarter finns listade i Catalogue of Life.
I den svenska databasen Dyntaxa används istället namnet Davidiella tassiana för samma taxon.  Arten är reproducerande i Sverige.